# BK Jenissei Krasnojarsk
BK Jenissei Krasnojarsk (russisch баскетбольний клуб Енисей Красноярск) ist eine russische Profibasketballmannschaft aus Krasnojarsk, Russland. Der Club spielt momentan in der VTB Liga.

## Geschichte
BK Jenissei Krasnojarsk wurde 1981 als Sportsektion an der Polytechnischen Hochschule in Krasnojarsk gegründet. Mehrere Jahre spielte Jenissei in den unterklassigen Ligen. Erst 1996 schaffte Jenissei den Aufstieg in die Superliga A – die damals höchste russische Spielklasse. Nach einem baldigen Abstieg gelang erst 2007 die Rückkehr in die höchste russische Spielklasse. Jenissei gehörte zu den Teams, die von 2010 bis 2012 in der PBL spielten. Seit der Saison 2011/12 spielt Jenissei in der VTB Liga. Auf europäischer Ebene gab Jenissei sein Debüt in der Saison 2009/10 in der EuroChallenge. In der Saison 2014/15 erreichte Jenissei das Viertelfinale in der EuroChallenge. Das war bisher der größte sportliche Erfolg des Klubs.

### Saisonübersicht
| Season  | Division    | Regular | Play-off      | Europa                      | Regional              |
| ------- | ----------- | ------- | ------------- | --------------------------- | --------------------- |
| 2007/08 | Superliga A | 13.     |               |                             |                       |
| 2008/09 | Superliga A | 8.      |               |                             |                       |
| 2009/10 | Superliga A | 9.      |               | EuroChallenge Last 16       |                       |
| 2010/11 | PBL         | 6.      | Viertelfinale | EuroChallenge Qualifikation |                       |
| 2011/12 | PBL         | 10.     |               | EuroChallenge Gruppenphase  | VTB Liga Gruppenphase |
| 2012/13 | PBL         | 10.     |               |                             | VTB Liga Gruppenphase |
| 2013/14 | VTB Liga    | 5.(A)   | Achtelfinale  |                             |                       |
| 2014/15 | VTB Liga    | 11.     |               | EuroChallenge Viertelfinale |                       |
| 2015/16 | VTB Liga    | 10.     |               | FIBA Europe Cup Final Four  |                       |
| 2016/17 | VTB Liga    |         |               | FIBA Europe Cup             |                       |

### Namensgeschichte
- 1981–1989 Politechnik (russisch Политехник)
- 1989–1991 Krastjazhmasch (russisch Крастяжмаш)
- 1991–1993 Eskawo (russisch Эскаво)
- 1993–0000 Jenissei (russisch Енисей)

## Erfolge
- EuroChallenge Saison 2014/15 Viertelfinale
- PBL Saison 2010/2011 Play-off-Viertelfinale
- VTB Saison 2013/2014 Play-off-Achtelfinale